# District scolaire de Gibraltar
Le district scolaire de Gibraltar est un district scolaire dont le siège se trouve à Brownstown, au Michigan,. 
Il dessert Gibraltar, Rockwood et certaines parties de Brownstown, Flat Rock et Woodhaven,. 

## Écoles
- École primaire Chapman (Rockwood)
- Centre de la petite enfance (Rockwood)
- École primaire Frank E. Weiss (Woodhaven)
- École primaire Hunter (canton de Brownstown)
- École élémentaire de Parsons (Gibraltar)
- Centre coopératif d'éducation spéciale (Woodhaven, anciennement école élémentaire de South Road)
- École secondaire Shumate (Gibraltar)
- Carlson High School (en) (Gibraltar)
- Downriver High School (Brownstown Township, anciennement Barrow Elementary School) (démolie en 2018)